# ミルトン (ペンシルベニア州)
ミルトン（Milton）は、アメリカ合衆国のペンシルベニア州ノーサンバーランド郡にある町の一つである。2000年現在の人口は6,650人。

## 地理
ミルトンは北緯41度1分3秒、西経76度51分3秒にある。アメリカ国勢調査局によると、ミルトンの総面積は9.3km2で、9.0km2が陸地であり、0.8 km2が水に覆われている。

## 人口
2000年の国勢調査によると、ミルトンの人口は6,650人であり、2,962世帯、1,748家族が居住している。人口密度は 1平方キロメートルあたり742.1人である。3,000軒の家があり、1平方キロメートルあたり334.8軒の家が建っている。町の人種構成は、94.81%が白人、2.38%が黒人ないしアフリカ系アメリカ人、0.12%がアメリカ先住民、0.21%がアジア人、0.00%が太平洋諸島系、0.95%がその他の人種であり、1.53%は混血である。人口の2.17%はラテン系である。
全世帯の29.9%には18歳未満の子供が同居しており、48.3%は夫婦で一緒に生活している。10.9%は夫のいない女性が世帯主であり、36.7%は独身である。全世帯の32.6%は一人暮らしであり、15.3%が65歳以上である。平均世帯人数は2.29人、平均家族人数は2.89人である。
ミルトンの人口は、23.7%が18歳未満、18歳以上24歳以下が7.2%、25歳以上44歳以下が27.6%、45歳以上64歳以下が22.6%、65歳以上が18.9%である。年齢の中央値は39歳である。女性100人に対して男性は88.7人であり、18歳以上の100人の女性に対して男性は84.2人である。
町の1世帯あたりの平均収入は30,252ドルであり、1家族あたりの平均収入は38,438ドルである。男性の平均収入が30,636ドルに対し、女性の平均収入は21,384ドルである。1人あたりの収入は16,980ドルである。人口の13.5%（全家族の10.6%）が極貧層である。18歳以下の住民の19.0%、65歳以上の住民の13.1%は貧しい生活を送っている。